# Langues des Hémichis
Les Hémichis, étant divisés en trois groupes, parlent plusieurs langues considérées souvent comme des dialectes :
- le homshetsi (en homshetsi : Հոմշեցի, en turc : Hemşince) est une langue considérée comme un dialecte de l'arménien occidental, parlée par les « Hémichis orientaux », plus connus sous le nom de Hémichis de Hopa (principalement dans la province d'Artvin en Turquie),
- on utilise plutôt le terme homshetsma (en homshetsma : Հոմշեցմա) pour désigner le dialecte parlé par les communautés Hémichis de Russie et de Géorgie (principalement en Abkhazie),
- enfin, les « Hémichis occidentaux », plus connus sous le nom de Hémichis de Bash (principalement dans la province du Rize en Turquie), parlent le hemshinji, un dialecte turc avec de nombreux emprunts lexicaux arméniens.